# Lijst van beschermd erfgoed in Manhay
Onderstaande tabel geeft een overzicht van de beschermde erfgoederen in de gemeente Manhay. Het beschermd erfgoed maakt deel uit van het cultureel erfgoed in België.
| Object                                                               | Bouwjaar/architect | Deelgemeente  | Adres                       | Coördinaten                   | Nummer?                | Afbeelding |
| -------------------------------------------------------------------- | ------------------ | ------------- | --------------------------- | ----------------------------- | ---------------------- | ---------- |
| Kerk Saints-Pierre-et-Paul                                           |                    | Dochamps      |                             | 50° 14' 5" NB, 5° 37' 20" OL  | 83055-CLT-0001-01 Info |            |
| Kapel du Carrefour uit de 17e eeuw                                   |                    | Vaux-Chavanne | rue Hautva, devant le n° 19 | 50° 18' 6" NB, 5° 41' 54" OL  | 83055-CLT-0002-01 Info |            |
| Een eik en esdoorn opmerkelijke gelegen aan weerszijden van het huis |                    | Grandménil    | Gran-Rue 2, te Manhay       | 50° 17' 18" NB, 5° 39' 14" OL | 83055-CLT-0004-01 Info |            |